# NASA Astrobiology Institute
Le NASA Astrobiology Institute (NAI, Institut d'astrobiologie de la NASA) a été fondé en 1998 par la NASA pour développer le domaine de l'astrobiologie et donner un cadre scientifique aux missions spatiales. Le NAI est une organisation virtuelle, en ce sens qu'elle existe à travers des équipes de recherche (Teams) situés dans des institutions académiques, des laboratoires de recherche et des centres de la NASA. Ces équipes, provenant de partout aux États-Unis, font l'objet d'une sélection très stricte. Le NAI subventionne ainsi la recherche et la formation en astrobiologie de plus de 700 scientifiques et éducateurs. 

## Historique de l'institut

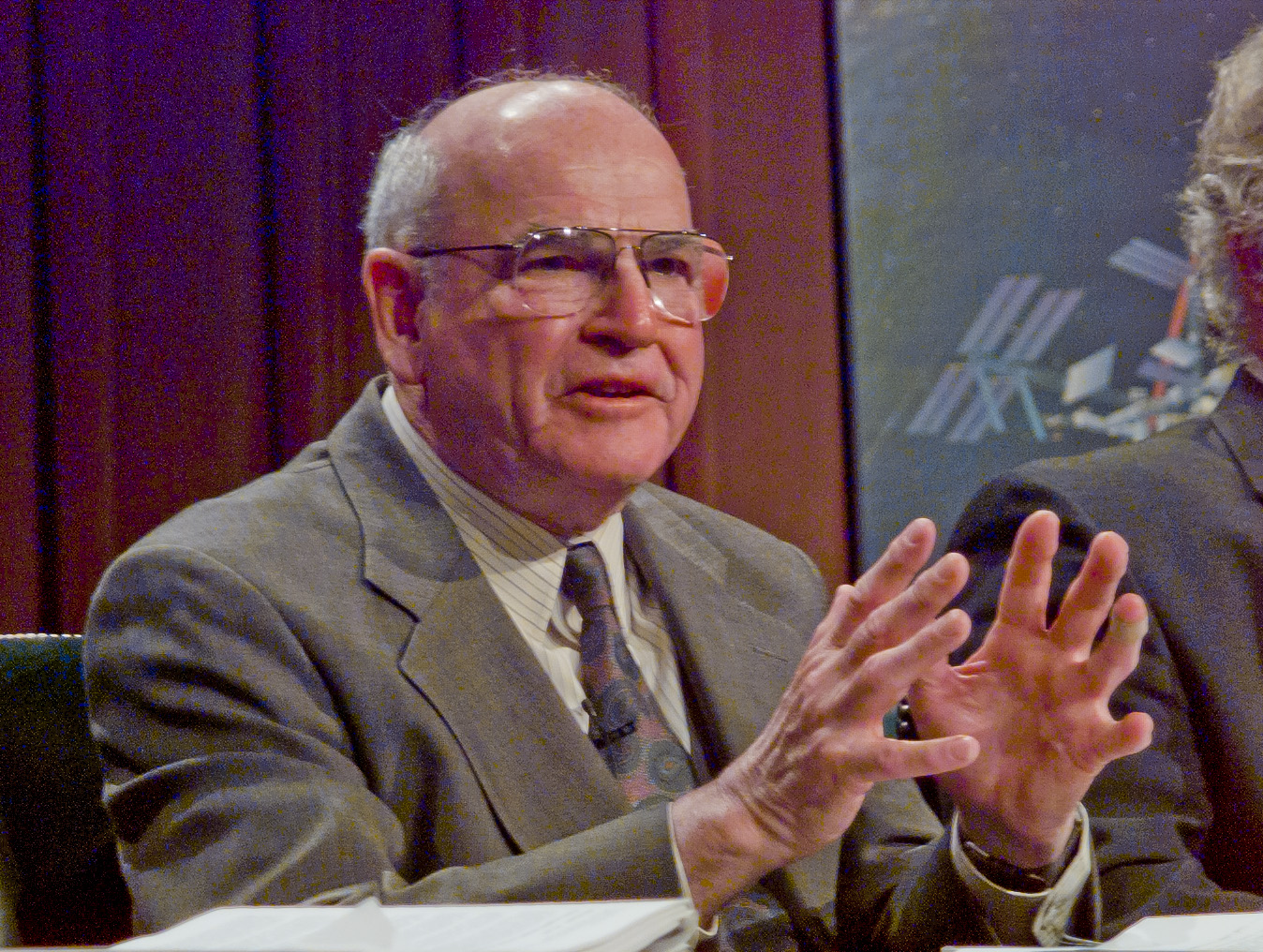
Baruch Samuel Blumberg le premier directeur du NAI

Le premier directeur de l'Institut (1999-2002) est le récipiendaire du Prix Nobel de physiologie ou médecine de 1976, Baruch Samuel Blumberg.
Depuis janvier 2015, l'investigatrice principale (principal investigator) de la branche de l'Institut SETI est la franco-américaine Nathalie Cabrol.

## Structure administrative de l'Institut
Les investigateurs principaux (Principal Investigator, PI) siègent au conseil exécutif (Executive Concil, EC) du NAI pendant toute la période où leur équipe est subventionnée. Le conseil exécutif comprend aussi le directeur adjoint de l'institut et son directeur, ce dernier agissant en tant que président du conseil. Le conseil est chargé de déterminer les objectifs et missions prioritaires du NAI, de considérer et d'évaluer les propositions de formation de groupes de discussion (Focus Group), de considérer et d'évaluer les demandes de partenariats externes, de garder à jour un système d'auto-évaluation de l'institut.

## Équipes de recherche actuelles (Teams)
Présentement et jusqu'en juillet 2012, deux périodes de financement se chevauchent (voir les deux tableaux suivants), si bien qu'il y a 14 équipes financées par le NAI. 
|                                        | Juillet 1998 à octobre 2003 | Novembre 2003 à octobre 2008 | Janvier 2009 à décembre 2013 |
| -------------------------------------- | --------------------------- | ---------------------------- | ---------------------------- |
| Carnegie Institution of Washington     | x                           | x                            | X                            |
| NASA Ames Research Center              | x                           | x                            | X                            |
| Université d'État de Pennsylvanie      | x                           | x                            | X                            |
| Université d'État de l'Arizona         | x                           |                              | X                            |
| Jet Propulsion Laboratory              | x                           |                              |                              |
| → JPL - mondes gelés                   |                             |                              | X                            |
| → JPL - Titan                          |                             |                              | X                            |
| NASA Goddard Space Flight Center       |                             | x                            | X                            |
| Université d'Hawaï à Mānoa             |                             | x                            | X                            |
| Marine Biological Laboratory           | x                           | x                            |                              |
| Université de Californie à Los Angeles | x                           | x                            |                              |
| University of Colorado, Boulder        | x                           | x                            |                              |
| Georgia Institute of Technology        |                             |                              | X                            |
| Rensselaer Polytechnic Institute       |                             |                              | X                            |
| Indiana University                     |                             | x                            |                              |
| SETI Institute                         |                             | x                            |                              |
| Université d'Arizona                   |                             | x                            |                              |
| University of California, Berkeley     |                             | x                            |                              |
| Université Harvard                     | x                           |                              |                              |
| Johnson Space Center                   | x                           |                              |                              |
| Scripps Research Institute             | x                           |                              |                              |

|                                                         | Juillet 2001 à juin 2006 | Novembre 2007 à juillet 2012 |
| ------------------------------------------------------- | ------------------------ | ---------------------------- |
| Virtual Planetary Laboratory (University of Washington) | x                        | X                            |
| Massachusetts Institute of Technology                   |                          | X                            |
| Montana State University                                |                          | X                            |
| University of Wisconsin                                 |                          | X                            |
| Michigan State University                               | x                        |                              |
| University of Rhode Island                              | x                        |                              |
| University of Washington                                | x                        |                              |